# Živnost
Živnostenské podnikání, zkráceně živnost je soustavná podnikatelská činnost provozovaná samostatně, vlastním jménem a na vlastní odpovědnost za účelem dosažení zisku. Živnost nezahrnuje všechny výdělečné činnosti; živností není např. činnost lékařů, advokátů, zemědělců, bank, pojišťoven, výrobců elektřiny aj. Provozování živností upravuje zákon č. 455/1991 Sb., o živnostenském podnikání (tzv. živnostenský zákon).
Fyzická nebo právnická osoba, která chce živnost provozovat, musí získat živnostenské oprávnění pro danou činnost. Živnostenské oprávnění se od 1. července 2008 osvědčuje výpisem ze živnostenského rejstříku. Kromě výpisu mohou podnikatelům osvědčit živnostenské oprávnění i živnostenské listy a koncesní listiny, vydané před 1. červencem 2008, pokud jsou údaje na nich platné.

## Druhy živností

### Ohlašovací živnosti
Jsou to živnosti, které vznikají a jsou provozovány na základě ohlášení. Tyto živnosti jsou osvědčeny výpisem ze živnostenského rejstříku. Dělí se na:
- Řemeslná živnost – je živnost, pro jejíž získání a provozování je podmínkou buď výuční list, maturita v oboru, diplom v oboru, nebo šestiletá praxe v oboru. Jako příklad můžeme uvést Řeznictví a uzenářství, Zednictví, Opravy silničních vozidel, Hostinská činnost, Montáž, opravy, revize a zkoušky elektrických zařízení, Vodoinstalatérství a topenářství, Kosmetické služby.
- Vázaná živnost – je živnost, pro jejíž získání a provozování je podmínkou prokázání odborné způsobilosti, kterou stanoví příloha živnostenského zákona. Příklady jsou Masérské služby, Činnost účetních poradců, vedení účetnictví, Provádění staveb, jejich změn a odstraňování, Provozování autoškoly.
- Volná živnost – je živnost, která se nazývá Výroba, obchod a služby neuvedené v přílohách 1 až 3 živnostenského zákona, pro jejíž získání nepotřebuje podnikatel žádnou odbornou způsobilost. Tato živnost obsahuje 81 oborů činnosti, z nichž si podnikatel při ohlášení vybere ty obory, které bude provozovat. Příklady oborů jsou Velkoobchod a maloobchod, Zprostředkování obchodu a služeb, Ubytovací služby, Výroba strojů a zařízení, Fotografické služby.

### Koncesované živnosti
Jsou to živnosti, které vznikají a jsou provozovány na základě správního rozhodnutí. Tyto živnosti jsou také osvědčeny výpisem ze živnostenského rejstříku. Kromě splnění odborné způsobilosti je podmínkou získání této živnosti (koncese) i kladné vyjádření příslušného orgánu státní správy. Příkladem je Provozování pohřební služby, Provozování cestovní kanceláře, Silniční motorová doprava.

## Podmínky pro získání živnostenského oprávnění
Fyzická osoba, která chce získat živnostenské oprávnění, musí splnit všeobecné a někdy i zvláštní podmínky. Všeobecnými podmínkami jsou:
- plná svéprávnost, kterou lze nahradit přivolením soudu k souhlasu zákonného zástupce nezletilého (od 16 let) k samostatnému provozování podnikatelské činnosti, a
- bezúhonnost (za bezúhonnou se pro účely živnostenského zákona nepovažuje osoba, která byla pravomocně odsouzena pro trestný čin spáchaný úmyslně, jestliže byl tento trestný čin spáchán v souvislosti s podnikáním, anebo s předmětem podnikání, o který žádá nebo který ohlašuje, pokud se na ni nehledí, jako by nebyla odsouzena).

Zvláštní podmínky představuje odborná a jiná způsobilost, vyžaduje-li to živnostenský zákon nebo zvláštní právní předpisy.

## Překážky provozování živnosti
V průběhu podnikání podnikatele (fyzické nebo právnické osoby) se může objevit skutečnost, která je překážkou pro další provozování živnosti podnikatele. Tyto překážky jsou uvedeny v § 8 živnostenského zákona. Jedná se o:
- překážky, vyplývající z konkurzního řízení (zamítnutí návrhu na insolvenční řízení pro nedostatek majetku, zrušení konkurzu z důvodu že majetek úpadce je zcela nedostatečný pro uspokojení věřitelů),
- překážka – soudní rozhodnutí o zákazu podnikání v určitém oboru,

- překážky vzniklé v důsledku sankčního zrušení živnostenského oprávnění vlastního subjektu nebo jiného subjektu propojeného s vlastním subjektem přes statutární orgán; tímto zrušením může být:
  - zrušení živnostenských oprávnění na návrh správy sociálního zabezpečení pro neplacení sociálního pojištění,
  - zrušení živnostenských oprávnění pro závažné porušování živnostenského zákona a souvisejících právních předpisů,
  - zrušení živnostenského oprávnění na návrh orgánu státní správy, vydávající stanovisko ke koncesi.